# Валландер, Альф

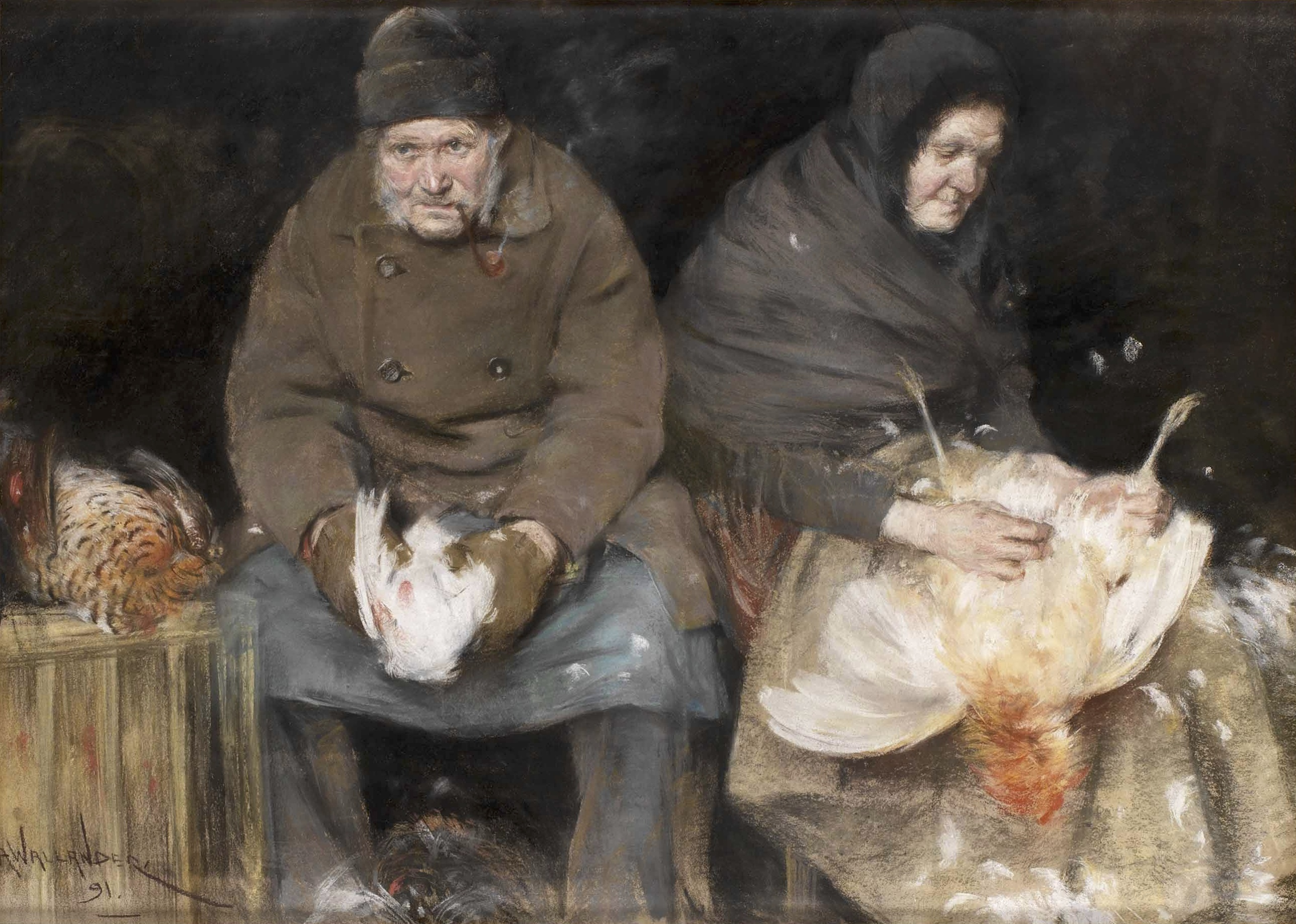
Торговцы птицею. (1891)

Альф Валландер (швед. Alf Wallander ; 11 октября 1862, Стокгольм — 29 сентября 1914, там же) — шведский художник-модернист, дизайнер.

## Биография
Сын архитектора. Художественное образование получил в 1879—1885 годах в шведской Королевской Академии свободных искусств. Потом отправился в Париж, где в 1885—1889 годах учился у Ж.-Ж. Бенжамена-Констана и Э. Моро.
В 1889 году участвовал в парижском салоне. На Всемирной выставке 1889 года в Париже за пастельную картину ему была присуждена первая премия.
После окончания учёбы А. Валландер писал жанровые композиции, работал также и в области прикладного искусства.
Вернувшись в Швецию, в течение 1890-х годов принял участие в 5 выставках. Работал художником фарфоровой мануфактуры Рёрстранд, а с 1900 года был художественным руководителем этой мануфактуры. До его прихода на предприятие фарфор хотя и изготавливался на высоком художественном уровне, но декор носил подражательный характер. Валландер внёс новые мотивы, взгляды на оформление фарфора. Произведения Валландера пользовались огромным успехом.
Один из ведущих представителей шведского модерна.

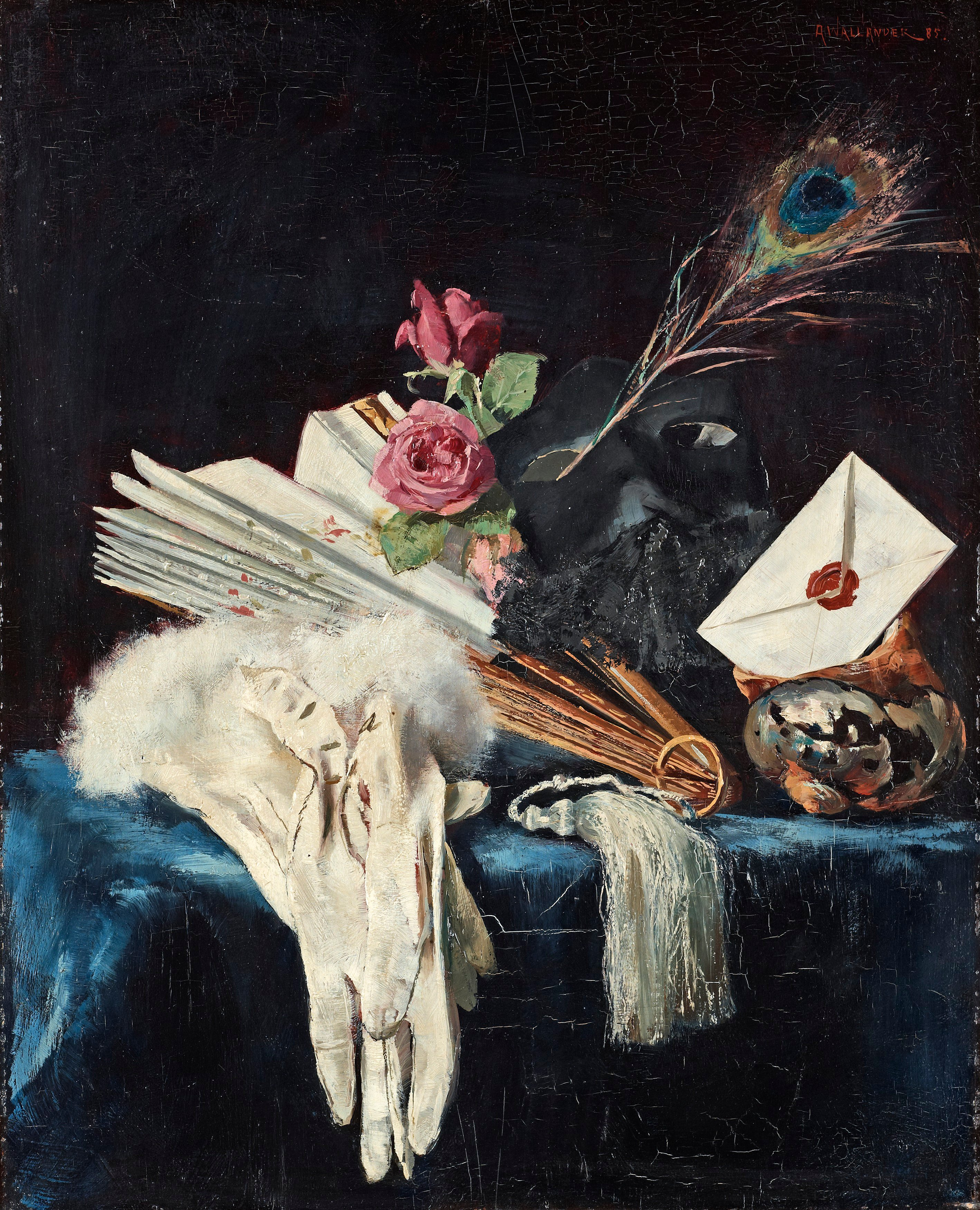
Натюрморт (1885)
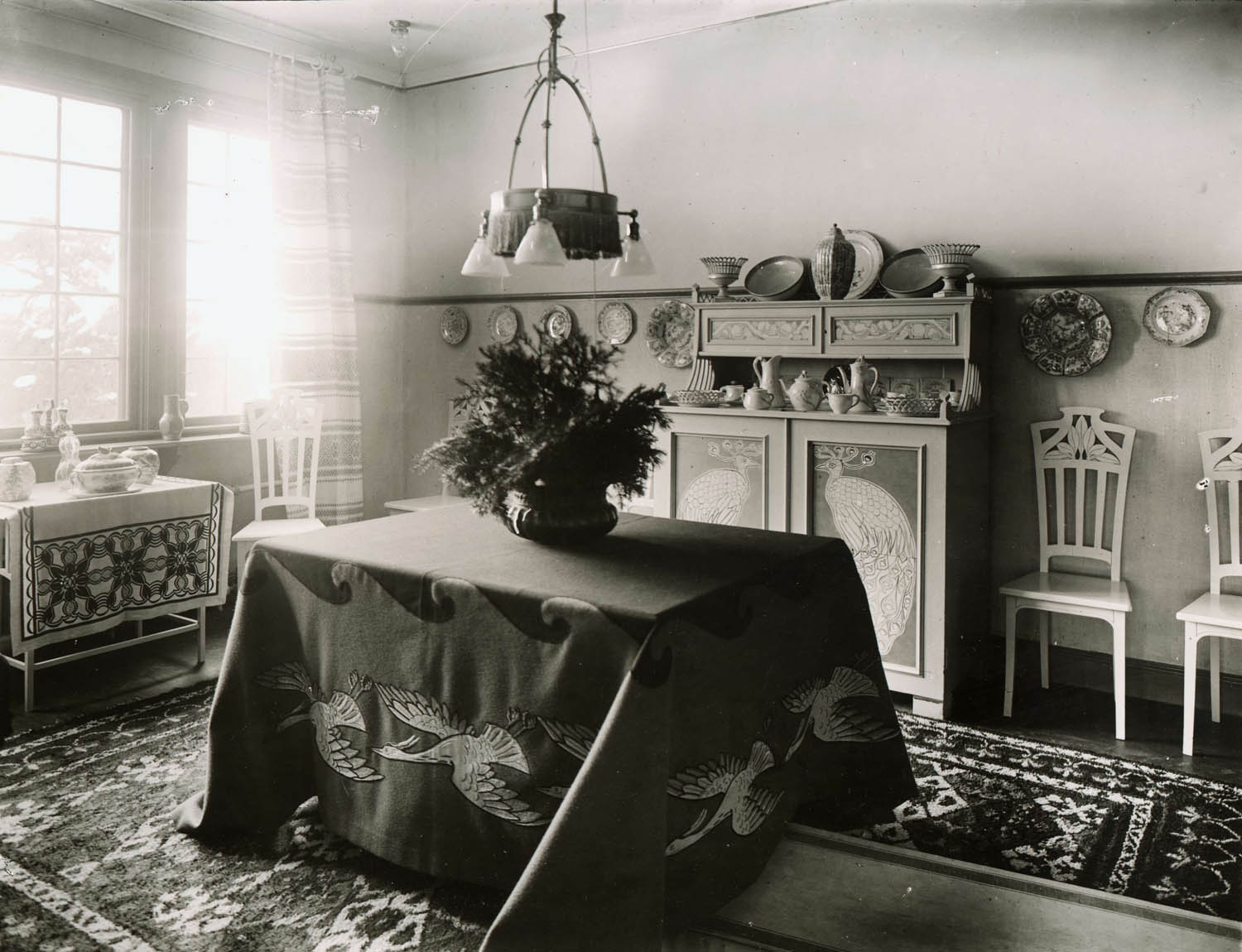
Молодежный интерьер, Стокгольм, 1905
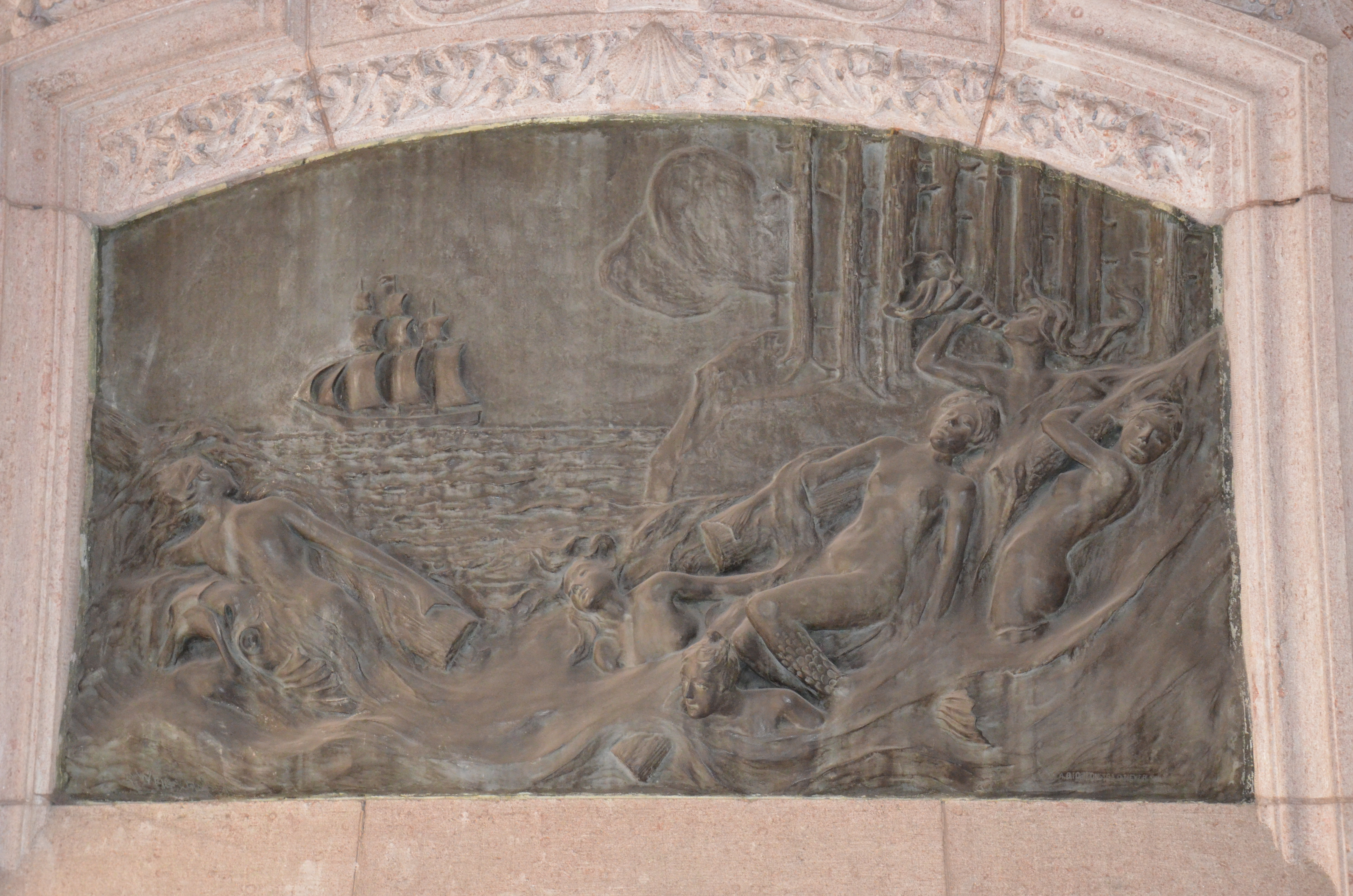
Бронзовый барельеф Музей Халлвилов, 1898
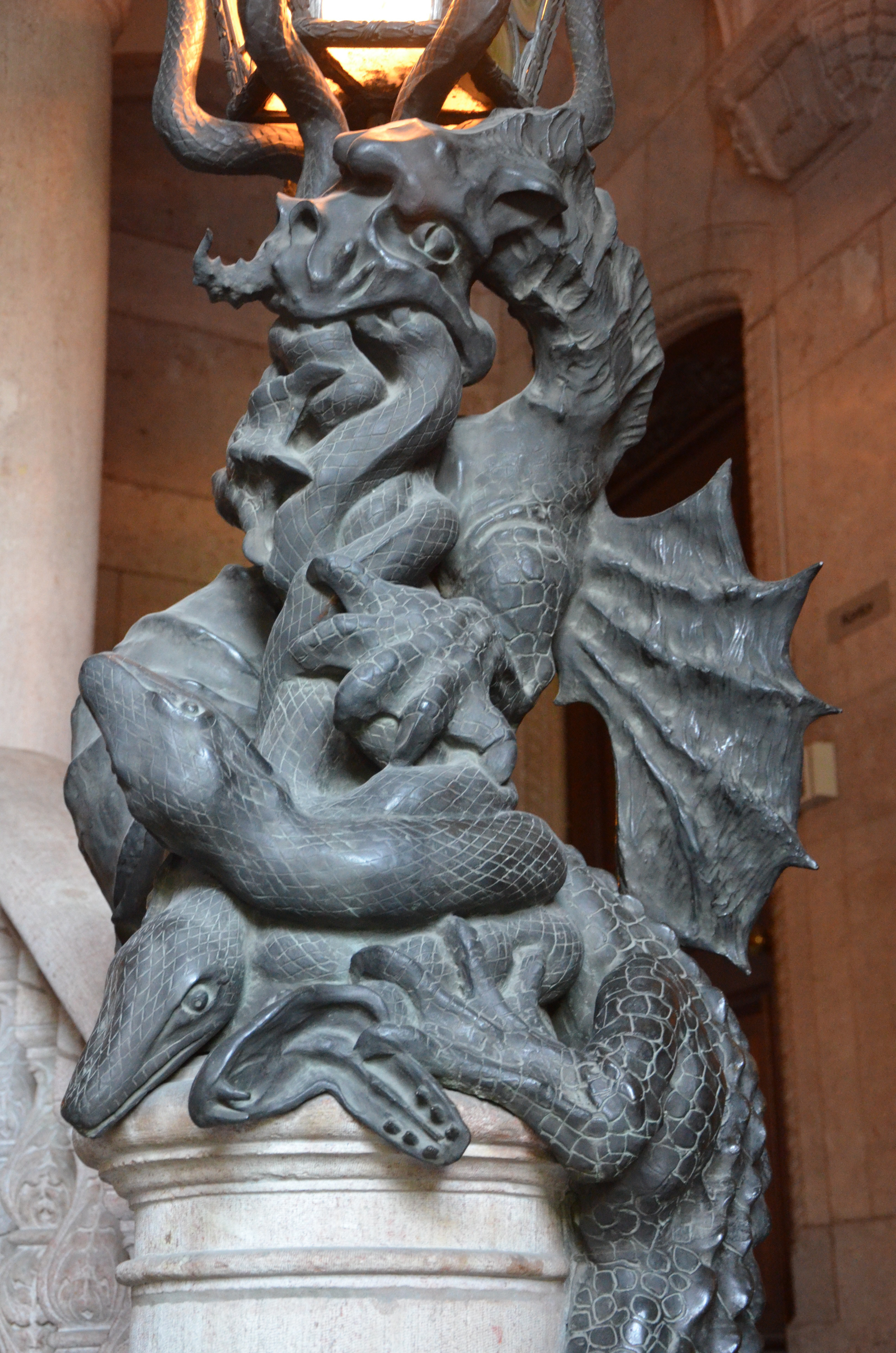
Деталь скульптуры подсвечника